# Krzysztof Porębski
Krzysztof Porębski herbu  Kornicz (zm. przed 29 marca 1636 roku) – chorąży zatorski w latach 1621–1636.
Syn Baltazara (ok. 1550–1617).
Wykształcenie uzyskał studiując na Uniwersytecie Padewskim, gdzie w 1614 r. został wybrany na konsyliarza nacji polskiej.  
Stawił się na popis pospolitego ruszenia księstwa oświęcimskiego i zatorskiego pod Lwowem w październiku 1621 roku.